# Marie-Louise Audiberti
Marie-Louise Audiberti, née à Paris 14e le 14 janvier 1928, est une femme de lettres française. Romancière, essayiste et traductrice, elle est également critique littéraire. Elle participe à diverses revues dont l'Atelier du Roman et la revue Europe. Elle obtient le prix Émile-Zola pour Volcan sur l'île (1986). Fille de l'écrivain et dramaturge Jacques Audiberti et de la traductrice Amélie Audiberti, elle anime la publication des Cahiers Audiberti. Elle fait partie du jury du Prix Jacques Audiberti.

## Œuvres
- Viens, il y aura des hommes, Stock, 1976.
- La Dent d'Adèle, Grasset, 1978.
- Sophie de Ségur, l'inoubliable comtesse, Stock, 1980.
- La Peau et le Sucre, Plon, 1983.
- Volcan sur l'île, Plon, 1986.
- Tsa-Rong, Casterman, 1989.
- Brahms. Un génie ordinaire, Plon, 1991.
- La Cadette, éd. Écritures, 1995.
- Le Vagabond immobile. Robert Walser, Gallimard, 1996.
- Écrire l'enfance. Douce ou amère, éclairée par la littérature, éd. Autrement, 2003.
- Les Chemins de l'âge, HB éditions, 2005.
- Stations obligées, L'Arbre vengeur, 2008.
- L'Exilée, Adèle Hugo, la fille, La Part commune, 2009.
- Sur les pas de mon père, L'Amourier éditions, 2014.
- Menteries et autres monologues, TriArtis Éditions, Paris, 2015  (ISBN 978-2-916724-63-8).
- Je déménage, suivi de la Piétonne, TriArtis Éditions, Paris, 15 juin 2019  (ISBN 978-2-490198-10-8)
- Carnets, Revue Les Moments littéraires n°44, 2d semestre 2020.
- Carnets, Revue Les Moments littéraires n°51, 1er semestre 2024.

## Divers
Articles, nouvelles, contes pour enfants, traductions, participations à des ouvrages collectifs, pièces radiophoniques, films, émissions radio, pièces adaptées de l'allemand. 
Marie-Louise Audiberti anime également l'Association des amis de Jacques Audiberti qui publie Les Cahiers Audiberti-L'Ouvre-boîte.
Elle fait partie du jury du grand Prix Jacques Audiberti d'Antibes et du Prix Jeune Audiberti. 